# Lutzomyia dasypodogeton
Lutzomyia dasypodogeton är en tvåvingeart som först beskrevs av Castro O. 1939.  Lutzomyia dasypodogeton ingår i släktet Lutzomyia och familjen fjärilsmyggor. Inga underarter finns listade i Catalogue of Life.